# Borgsum
Borgsum è un comune di 362 abitanti dello Schleswig-Holstein, in Germania. Si trova sull'isola di Föhr.
Appartiene al circondario (Kreis) della Frisia Settentrionale (targa NF) ed è parte della comunità amministrativa (Amt) di Föhr-Amrum.

## Luoghi d'interesse
Di notevole interesse culturale sono le rovine del forte di Lembecksberg. Si tratta di una fortificazione medievale con ogni probabilità di origine vichinga, databile al X secolo. La fortificazione doveva essere organizzata come una motta castrale. La struttura è caratterizzata da un grande terrapieno di forma anulare che circonda una corte interna. Il terrapieno è alto circa 10 metri ed ha una circonferenza di 95 metri. Sul versante meridionale si ha un'apertura che funzionava da ingresso. All'esterno doveva trovarsi un fossato a protezione e al di sopra del terrapieno si innalzava una palizzata in legno. All'interno, in quella che doveva essere la corte, sono state trovate tracce di capanne. 
Il forte di Lembecksberg ha analogie con strutture simili che si ritrovano nella zona d'influenza dei vichinghi danesi.
Questa fortificazione, che venne eretta dai vichinghi, prende nome dal cavaliere Claus Lembeck, il governatore dell'isola quando questa faceva parte del regno danese di Valdemaro IV.